# Phryxe atrata
Phryxe atrata är en tvåvingeart som beskrevs av Robineau-desvoidy 1863. Phryxe atrata ingår i släktet Phryxe och familjen parasitflugor.
Artens utbredningsområde är Italien. Inga underarter finns listade i Catalogue of Life.